# JDAM
JDAM - Joint Direct Attack Munition je krmilni sistem (kit), ki spremeni nevodene prostopadajoče ("neumne") bombe v precizno vodene oz. "pametne" bombe. JDAM uporablja za vodenje inercialno in satelitsko (GPS) navigacijo. JDAM kit usmerja bombo s pomočjo majhnih krilc na zadnjem delu bombe. Bombe z JDAM kitom imajo doseg do največ 28 kilometrov, odvisno od višine odmeta. Masa bomb je od 500 lb (227 kg) do 2.000 lb (907 kg).Natačnost zadetka je v praksi okrog 7 metrov. JDAM bombe delujejo v vseh vremenskih pogojih, za razliko od lasersko ali IR vodenih. Prav tako so JDAM kiti, s ceno okrog $25000 na enoto, občutno cenejši od drugih pametnih bomb.

### Uporaba na letalih
- Douglas A-4 Skyhawk
- McDonnell Douglas AV-8B Harrier II
- Fairchild Republic A-10 Thunderbolt II
- AMX International AMX
- B-1B Lancer
- B-2A Spirit
- B-52H Stratofortress
- General Dynamics F-16 Fighting Falcon
- McDonnell Douglas F/A-18 Hornet
- Boeing F/A-18E/F Super Hornet
- Lockheed F-22 Raptor
- Lockheed Martin F-35 Lightning II
- General Atomics MQ-9 Reaper
- Mitsubishi F-2
- Panavia Tornado
- Dassault Mirage F1
- Saab JAS 39 Gripen
- Embraer EMB 314 Super Tucano[2]
- KAI FA-50

Uporaba v preteklosti:
- F-14A/B/D Tomcat
- LockheedF-117 Nighthawk
- Lockheed S-3 Viking

## Uporabniki
Glavni uporabniki so Ameriške letalske sile, ornarica in marinci. 
Drugi uporabniki: 
- Avstralija[3]
- Belgija
- Kanada The Royal Canadian Air Force has used their first JDAM during Operation Mobile in 2011.[4]
- Čile
- Danska
- Egipt
- Finska[5][6]
- Grčija[7]
- Oman
- Združeni arabski emirati
- Nemčija
- Izrael[8]
- Italija[9]
- Španija[10]
- Japonska
- Malezija[11]
- Maroko [12]
- Nizozemska[13]
- Norveška[14]
- Filipini
- Poljska
- Portugalska
- Saudova Arabija[15]
- Singapur
- Južna Koreja
- Tajska
- Turčija
- Indonezija

## Specifikacijes
- Funkcija: vodena bomba zrak-zemlja
- Pogodbenik: Boeing
- Dolžina: GBU-31 (v) 1/B: 152,7 in (3.880 mm); GBU-31 (v) 3/B: 148,6 in (3.770 mm); GBU-32 (v) 1/B: 119,5 in (3.040 mm)
- Masa:  GBU-31 (v) 1/B: 2.036 lb (924 kg); GBU-31 (v) 3/B: 2.115 lb (959 kg); GBU-32 (v) 1/B: 1,013 lb 1.013 lb (459 kg)
- Razpon krilc: GBU-31: 25 in (640 mm); GBU-32: 19,6 in (500 mm)
- Doseg: do 15 nmi (28 km)
- Vodenje: GPS/INS
- Cena: okrog $22000 za navigacijski kit (brez bombe)
- Datum uporabe: 1999
- Inventar: okrog 240000 bomb, od tega 158000 za Ameriške letalske sile, in 82 000 za Ameriško mornarico (oktobra 2005)

## Različice
(USAF - Ameriške letalske sile, USN - Ameriška mornarica, USMC - Ameriški marinci)
- 2000 lb (900 kg) težke bombe
  - GBU-31(V)1/B (USAF) Mk-84
  - GBU-31(V)2/B (USN/USMC) Mk-84
  - GBU-31(V)3/B (USAF) BLU-109
  - GBU-31(V)4/B (USN/USMC) BLU-109
- 1000 lb (450 kg) težke bombe
  - GBU-32(V)1/B (USAF) Mk-83
  - GBU-32(V)2/B (USN/USMC) Mk-83
  - GBU-35(V)1/B (USN/USMC) BLU-110
- 500 lb (225 kg) težke bombe
  - GBU-38/B (USAF) Mk-82,(USN/USMC) Mk-82 in BLU-111
  - GBU-54/B LaserJDAM (MK-82)

## Podobni sistemu
- HGK  - Turški sitem, ki ga je razvil inštitut TUBITAK-SAGE[16][17]
- Spice - Izraelski sistem, ki ga je ravzil Rafael
- SMKB - Brazilski sistem, ki sta ga razvila Mectron in Britanite